# 芒砀山汉文化博物馆
芒砀山汉文化博物馆是一座位于中国河南省的历史文化艺术类博物馆，是在汉梁王博物馆的基础上建成的，位于河南省永城市芒山镇王引河芒山闸北部。

## 藏品
芒砀山汉文化博物馆建馆于2011年，管内藏品多是芒砀山出土文物，如汉墓模型、汉画像石、石雕刻、青铜器、铁器、陶器、车马器、金缕玉衣、玉器等。

## 构造
芒砀山汉文化博物馆仿照古建筑风格建造，占地约18000平方米，地下一层，地上三层，地上建筑高度为45.4米。建筑采用五行、九宫、八卦文化构成以主体建筑为中心的串联分散式布局，东南西北分别设有青龙门、朱雀门、白虎门、玄武门。